# Año de la Hégira
El año de la Hégira (en árabe: سَنة هِجْريّة‎) o era (التقويم الهجري at-taqwīm al-hijrī) es el año utilizado como origen en el calendario musulmán, que comienza su conteo desde el año nuevo musulmán en 622 AD. Durante ese año, Mahoma y sus seguidores migraron de La Meca a Medina. Este evento, conocido como Hégira, se conmemora en el islam por su papel en la fundación de la primera comunidad musulmana (umma).
En Occidente, esta era se denota comúnmente como AH (en latín: Anno Hegirae, "en el año de la Héjira") en paralelo con la era cristiana (AD) y la era judáica (AM), y se puede colocar de manera similar antes o después de la fecha. En los países musulmanes, también se abrevia comúnmente como H ("Hégira") de su abreviatura en árabe hā (هـ). Los años anteriores a AH 1 se contabilizan en inglés como BH ("Before the Hijra"), que debe seguir a la fecha.
Debido a que el calendario lunar islámico tiene solo 354 o 355 días en su año, la correlación de sus fechas con las del calendario gregoriano se desplaza lentamente. El año 2025 AD corresponde a los años islámicos AH 1446–1447.
El calendario persa de Irán (también utilizado en Afganistán) también comienza en la Hégira, pero, al ser un calendario solar, la numeración de los años no coincide con el calendario lunar religioso.

## Definición
La era de la Hégira se calcula de acuerdo con el calendario musulmán y no con respecto al calendario juliano o al calendario gregoriano. Por lo tanto, no comienza el 1 de enero, 1 CE, sino el primer día del mes de Muharram que ocurrió en 622 CE. Su equivalente juliano fue el 19 de abril, pero a veces se coloca erróneamente el 16 de julio. El error se deriva del calendario islámico tabular, que fue ideado por astrónomos árabes posteriormente. Este calcula el tiempo hacia atrás de acuerdo con el calendario lunar, lo que hace que pierda los tres meses intercalados (alrededor de 88 días) agregados al calendario calendario lunisolar entre el momento de la Hégira y AH 10, cuando se registra que Mahoma recibió una revelación prohibiendo su uso.
La fecha de la Hégira en sí no establecía el año nuevo musulmán. En cambio, el sistema continúa el orden anterior de los meses, con la Hégira alrededor del octavo día de Rabi' al-Awwal, en el día 66 del primer año.

## Historia

### Precedentes
En la época de Mahoma, ya había un calendario lunar árabe con meses nombrados. Los años de su calendario, sin embargo, usaban nombres convencionales en lugar de números: por ejemplo, el año de Mahoma y el nacimiento de Ammar ibn Yasir (570 CE) era conocido como el "Año del elefante". El año de la Héjira (622-23 CE) se llamó inicialmente el "Permiso para viajar".

### Establecimiento
17 años después de la Hégira, una queja de Abu Musa Ashaari provocó que el califato de Umar ibn al-Jattab aboliera la práctica de los años nombrados y estableciera una nueva era en el calendario. Las propuestas rechazadas incluían fechas del año del nacimiento o muerte de Mahoma.  La tradición acredita a Ali Ibn Abi Tálib como autor de la propuesta de utilizar la fecha del año en que los musulmanes establecieron una nueva comunidad (Umma) en Medina. El orden de los meses dentro del calendario fue debatido entonces. Las propuestas rechazadas incluyeron como primer mes a Rayab, que había sido un mes sagrado en el período preislámico; Ramadán, que es un mes sagrado para los musulmanes; y Du l-hiyya, el mes de los Hach. La tradición acredita a Othman como el autor de la propuesta exitosa, simplemente continuando el orden de los meses que ya se habían establecido, comenzando con Muharram. La adopción de este calendario fue luego aplicada por Umar.

## Fórmula
Diferentes fórmulas de conversión "aproximadas" entre los calendarios gregoriano (AD o CE) e islámico (AH) son posibles:
 AH = 1.030684 × (CE - 621.5643)
 CE = 0.970229 × AH + 621.5643
o
 AH = (CE - 622) × 33 ÷ 32
 CE = AH + 622 - (AH ÷ 32)
Sin embargo, como el año año nuevo musulmán no comienza el 1 de enero, no existe una correspondencia estricta entre los años de las dos eras. Por ejemplo, 2015 CE es 1436/1437 AH, mientras que 1436 AH es 2014/2015 CE.